# Spilogona karelica
Spilogona karelica este o specie de muște din genul Spilogona, familia Muscidae. A fost descrisă pentru prima dată de Tiensuu în anul 1936. Conform Catalogue of Life specia Spilogona karelica nu are subspecii cunoscute.